# Plan (EP)
Plan es un EP, perteneciente a la banda de rock alternativo argentino, Face Cream. Fue lanzado el 29 de julio de 2016.

## Contexto del álbum
Este disco posee cuatro canciones compuestas durante la gira de presentación de su antecesor Florida, con un sonido más profundo y maduro, sin dejar de lado la energía y las melodías vocales como característica principal.
Tuvo como productor artístico e ingeniero en grabación a Hernán Agrasar. Se grabó en los Estudios "Panda" y "Spector Studios" de la ciudad Buenos Aires. También trabajó como ingeniero de grabación Max Scenna.
En el proceso de realización del disco contaron con Pato Nieto y Gustavo Zavala como drum doctors, Hernán Rupolo de Octafonic (ex Connor Questa) como ingeniero en guitarras, Orestes Di Vruno como técnico en bajos.
El EP se mezcló en Abbey Road Studios en Londres, Inglaterra. El trabajo de mezcla estuvo a cargo de Chris Bolster; quien ha trabajado con artistas como Paul McCartney, Foo Fighters, Maroon 5, Stereophonics, Foo Fighters, Green Day, Placebo, etc. El arte del álbum fue realizado por Martín Hoare, ilustrador independiente de la ciudad de La Plata. "Plan" cuenta con el desarrollo editorial de Warner Music Group/Miau Producciones. El primer corte de difusión fue la canción «Rivales», seguido por «Disuelto».

## Lista de canciones
| N.º | Título      | Duración |  |
| 1.  | «Desprende» | 04:01    |  |
| 2.  | «Sujeto»    | 04:46    |  |
| 3.  | «Rivales»   | 03:28    |  |
| 4.  | «Disuelto»  | 03:42    |  |